# Guaraci (ort)
Guaraci är en ort i Brasilien.   Den ligger i kommunen Guaraci och delstaten São Paulo, i den sydöstra delen av landet, 500 km söder om huvudstaden Brasília. Guaraci ligger 482 meter över havet och antalet invånare är 9 976.
Terrängen runt Guaraci är platt. Guaraci är det största samhället i trakten.
Omgivningarna runt Guaraci är en mosaik av jordbruksmark och naturlig växtlighet. Runt Guaraci är det glesbefolkat, med 9 invånare per kvadratkilometer.